# Türkan Şoray
Türkan Şoray (Istanboel, 28 juni 1945) is een Turkse actrice, schrijfster en filmregisseur. Ze staat bekend als de "Sultan" van de Turkse filmindustrie. Ze begon haar carrière in 1960 en won haar eerste prijs als de meest succesvolle actrice op het eerste Internationaal Antalya Filmfestival voor de film Aci Hayat. Şoray speelde in meer dan 222 films. Op 12 maart 2010 werd Şoray gekozen als goodwillambassadeur van UNICEF.
Samen met Hülya Koçyiğit, Filiz Akın en Fatma Girik is ze een icoon voor de gouden eeuw in de Turkse cinematografie en wordt ze beschouwd als een van de vier belangrijkste actrices in de Turkse cinema.

## Biografie
Şoray werd geboren in Eyüp (Istanboel), als eerste kind Halit en Meliha Şoray. Haar vader Halit was van Circassische afkomst en werkte als overheidsofficier van staatsspoorwegen. Haar moeder Meliha was een huisvrouw en kwam oorspronkelijk uit Thessaloniki. De vader van Şoray stopte na een tijdje met zijn baan en werd politieagent, terwijl haar moeder ging werken in een bandenfabriek. Vanwege de armoedige levensomstandigheden van de familie moest Şoray al op jonge leeftijd betaald werk verrichten. Nadat haar jongere zus Nazan Şoray in 1954 werd geboren, besloten haar ouders te scheiden. Şoray en haar jongere zus werden opgevoed door hun alleenstaande moeder.

## Filmografie
- 1960: Aşk Rüzgarı
- 1960: Güzeller Resmi Gecidi
- 1960: Köyde bir kiz sevdim
- 1961: Otobüs Yolculari
- 1961: Melekler Sahidimdir
- 1961: Kardes Ugruna
- 1961: Ask ve Yumruk
- 1961: Kaderin Önüne Gecilmez
- 1961: Hatirla SEvgilim
- 1961: Gönülden Gönüle
- 1961: Dikenli Gül
- 1961: Utanmaz Adam
- 1961: Siyah Melek
- 1961: Sevimli Haydut
- 1961: Afacan
- 1962: Ümitler Kirilinca
- 1962: Kirmizi Karanfiller
- 1962: Bir Haydut Sevdim
- 1962: Billur Kösk
- 1962: Ask Yarisi
- 1962: Lekeli Kadin
- 1962: Dikmen Yildizi
- 1962: Biz de Arkadas miyiz?
- 1963: Köroglu-Daglar Krali
- 1963: Iki Kocali Kadin
- 1963: Genc Kizlar
- 1963: Capkin Kiz
- 1963: Bütün Sucumuz Sevmek
- 1963: Beni Osman Öldürdü
- 1963: Badem Sekeri
- 1963: Aysecik Canimin Ici
- 1963: Aci Ask
- 1964: Yillarin Ardindan
- 1964: Öksüz KIz
- 1964: Macera Kadini
- 1964: Kizgin Delikanli
- 1964: Kader Kapiyi Caldi
- 1964: Gözleri Ömre Bedel
- 1964: Genclik Rüzgari
- 1964: Fistik Gibi Masallah
- 1964: Bücür
- 1964: Bomba Gibi Kiz
- 1964: Anasinin Kuzusu
- 1964: Adanali Tayfur Kardesler
- 1964: Mualla
- 1965: Sürtük
- 1965: Siyah Gözler
- 1965: Seven Kadin Unutmaz
- 1965: Komsunun Tavugu
- 1965: Hayatimin Kadini
- 1965: Garip Bir Izdivac
- 1965: Ekmekci Kadin
- 1965: Veda Busesi
- 1965: Vahsi Gelin
- 1965: Elveda Sevgilim
- 1966: Eli Masali
- 1966: Altin Küpeler
- 1966: Siyah Gül
- 1966: Sana Layik Degilim
- 1966: Meyhanenin Gülü
- 1966: Meleklerin Intikami
- 1966: Kenarin Dilberi
- 1966: Karanfilli Kadin
- 1966: Günahkar Kadin
- 1966: El Kizi
- 1966: Dügün Gecesi
- 1966: Camasirci Güzeli
- 1966: Calikusu
- 1966: Analarin Günahi
- 1966: Aksam Günesi
- 1967: Tapilacak Kadin
- 1967: Ölümsüz Kadin
- 1967: Kelepceli Melek
- 1967: Kara Duvakli Gelin
- 1967: Her Zaman Kalbimdesin
- 1967: Bir Dag Masali
- 1967: Ayrilsak da Beraberiz
- 1967: Aglayan Kadin
- 1967: Sinekli BAkkal
- 1967: Ana
- 1967: Kadin Intikami
- 1967: Hapishane Gelini
- 1968: Dünyanin En Güzel Kadini
- 1968: Aysem
- 1968: Ask Eski Bir Yalan
- 1968: Artik Sevmeyecegim
- 1968: Agla Gözlerim
- 1968: Vesikali Yarim
- 1968: Kadin Severse
- 1968: Abbase Sultan
- 1968: Kahveci Güzeli
- 1969 Arim Balim Petegim
- 1969: Seninle Ölmek Istiyorum
- 1969: Sonbahar Rüzgarlari
- 1969: Sana Döymeyecegim
- 1969: Kölen Olayim
- 1969: Günah Bendemi
- 1969: Buruk Aci
- 1969: Ask Mabudesi
- 1970: Herkesin Sevgilisi
- 1970: Bugulu Gözler
- 1970: Kara Gözlüm
- 1972: Dönüş
- 1976: Devlerin Aski
- 1977: Baraj
- 1977: Dila Hanim
- 1977: Selvi Boylum Al Yazmalim
- 1978: Sultan
- 1990: Berdel
- 2003: Gönderilmemiş Mektuplar